# Seis de Marzo
Seis de Marzo är en ort i Mexiko.   Den ligger i kommunen La Trinitaria och delstaten Chiapas, i den sydöstra delen av landet, 800 km sydost om huvudstaden Mexico City. Seis de Marzo ligger 711 meter över havet och antalet invånare är 154.
Terrängen runt Seis de Marzo är varierad. Runt Seis de Marzo är det ganska glesbefolkat, med 42 invånare per kvadratkilometer. Närmaste större samhälle är La Trinitaria, 12,1 km norr om Seis de Marzo. I omgivningarna runt Seis de Marzo växer huvudsakligen savannskog.